# Thüringentag der nationalen Jugend
Der Thüringentag der nationalen Jugend war eine von 2002 bis 2016 einmal jährlich jeweils um das letzte Maiwochenende in einer anderen Stadt in Thüringen stattfindende Veranstaltung mit Festival-Charakter, bei der Redner aus dem Spektrum der Nationaldemokratischen Partei Deutschlands und der Freien Kameradschaften sowie mehrere Rechtsrock-Bands und Liedermacher auftraten. Organisiert wurde das Festival federführend von der NPD unter Mithilfe der Freien Kameradschaften. Ab 2009 wurde die Organisation mehrmals von den Freien Kameradschaften alleine übernommen. Die Teilnehmerzahl schwankt zwischen 130 und 370 Personen. Bei der Jubiläumsauflage von 2011 wurden 800 Besucher verzeichnet.

## Hintergrund
Nach dem „Aufstand der Anständigen“ im Jahr 2000 ging die Zahl der Rechtsrock-Konzerte bundesweit beträchtlich zurück und die Polizei sorgte aufgrund der „Konzertverordnungen“ dafür, dass zahlreiche rechtsextreme Konzerte nicht stattfinden konnten oder abgebrochen werden mussten. Zur selben Zeit verstärkte die NPD ihre Bemühungen, im „vorpolitischen Bereich“ aktiv zu werden und durch Rechtsrock anpolitisierte Jugendliche für die Partei zu gewinnen. Eines der neuen Konzepte ist, Konzerte mit Neonazi-Bands als politische Veranstaltungen der NPD anzumelden. Neben den Bands treten Redner aus dem NPD- und Kameradschaft-Spektrum auf, um zum einen den Veranstaltungen einen politischen Charakter zu geben und zum anderen, um die Jugendliche mit den rechtsextremistischen Positionen und Forderungen bekannt zu machen. Das Angebot wird durch Informations- und Verkaufsstände ergänzt, bei dem sich rechtsextreme Organisationen und Herausgeber von Zeitungen und Zeitschriften, aber auch Rechtsrock-Versände und Labels ihrem Publikum vorstellen und Material zum Verkauf anbieten.
Zu diesen Konzerten, die sich mittlerweile oft zu jährlichen Veranstaltungen entwickelten und Festival-Charakter haben, gehört zum Beispiel das Pressefest der NPD-Zeitung Deutsche Stimme mit bis zu 7000 Besuchern.

## Veranstaltungen

### 2002 in Jena
Der 1. Thüringentag der nationalen Jugend fand am 1. Juni 2002 in Jena statt. Geplant war, das Festival demonstrativ auf dem Marktplatz im historischen Zentrum der Stadt stattfinden zu lassen, doch konnte es juristisch an einen Platz am Stadtrand abgedrängt werden. Versammlungsleiter war der Rechtsextremist Ralf Wohlleben, der bei den Folgeveranstaltungen sowohl als Redner als auch als Mitorganisator auftrat. Als Veranstalter firmierten der NPD-Kreisverband Jena und die Nationale Jugend Jena.  Letztere war eine im Oktober 2001 gegründete Jugendorganisation aus dem Umfeld der Kameradschaft Nationaler Widerstand Jena, die die Errichtung und Finanzierung eines „nationalen Jugendzentrums“ durch die Stadt Jena forderte. Das Jahr 2002 hatte die NPD-nahe Gruppierung zum Kampf- und Aktionsjahr der Nationalen Jugend Jena erklärt. Neben einer Demonstration war der erste Thüringentag die größte Aktion dieser Gruppe, bei der Christian Kaiser als Sprecher der Nationalen Jugend Jena auftrat. Die weiteren Redner hatten überregionale Bedeutung: Peter Borchert (NPD Schleswig-Holstein), Gerd Ittner (Bürgerinitiative Ausländerstopp Nürnberg), Patrick Wieschke (NSAW) und Frank Schwerdt, der Bundesgeschäftsführer der NPD und Landesvorsitzende der NPD Thüringen. Infostände wurden von der Schülerzeitung Mitteldeutsches Sprachrohr, dem Club 88 aus Neumünster, der Kameradschaft Karlsruhe, der Kameradschaft Ostara, der dem Märkischen Heimatschutz und der Bewegung Deutsche Volksgemeinschaft eingerichtet. Für die musikalische Untermalung sorgten Martin Rühlemann aus Daasdorf (als „Völkischer Vagant“), ein weiterer Liedermacher sowie die Leipziger Band Selection, die mehrere Landser-Titel coverte. Laut der konservativen Schätzung des Verfassungsschutzberichts nahmen „etwa 130 Angehörige des rechtsextremistischen Spektrums aus Thüringen und anderen Bundesländern“ an der Veranstaltung teil. Insgesamt wurden sechs Personen wegen Verdachts des Verwendens von Kennzeichnen verfassungswidriger Organisationen festgenommen, darunter ein Mitglied der Band Selection, der einen Aufnäher der verbotenen rechtsextremen Organisation Blood and Honour trug. Matthias Quent sprach auf der Website der Heinrich-Böll-Stiftung hingegen von 350 Teilnehmern.
Diese erste Veranstaltung wurde von NPD und rechtsextremer Szene als großer Erfolg gewertet. Die im Anschluss an die Veranstaltung von der NPD veröffentlichten Pressemitteilungen lassen Charakter und Zielsetzung deutlich erkennen: „Das gesamte Gebiet um den Hölleinplatz herum, lautete das Fazit der Initiatoren, (war) an diesem Tag national befreit … Wir konnten in aller Öffentlichkeit unsere Kultur ausleben, neue Kontakte untereinander knüpfen und uns einen schönen Tag unter Kameraden machen.“

### 2003 in Gotha
Im folgenden Jahr fand die Veranstaltung am 31. Mai in Gotha statt. Etwa 350 Personen beteiligten sich an dieser zweiten Auflage der Veranstaltung. Diesmal traten als Redner und Rednerinnen Ralf Wohlleben (Jena), Michael Burkert (Friedrichroda), Ivonne Mädel (Meiningen), ein „Kamerad Fabian“ sowie erneut Gerd Ittner (Nürnberg) auf. Neben wiederum zwei Liedermachern trat die Band Odessa auf, deren Name wiederum deutlich auf die neonazistische Ausrichtung des Konzerts verweist, da es sich um die Abkürzung der Organisation der ehemaligen SS-Angehörigen handelt, deren Existenz allerdings nicht belegt ist. Dabei handelte es sich neben einem Rechtsrockkonzert um die größte rechtsextreme Veranstaltung des Freistaates.

### 2004 in Saalfeld
Für die dritte Veranstaltung dieser Reihe, die am 29. Mai 2004 in Saalfeld unter dem Motto „Kapitalismus abschaffen – Globalisierung bekämpfen! Für eine starke nationale Jugendkultur!“ stattfand, steigerten der Anmelder Ralf Wohlleben und sein Stellvertreter, der Gothaer Neonazi Sebastian Reiche, noch einmal ihre Bemühungen. Bei den Rednern handelte es sich erneut um Ivonne Mädel, Michael Burkert, Patrick Wieschke, der erst kurz vorher aus der Haft entlassen worden war, und Frank Schwerdt, zu denen in diesem Jahr eine „Kameradin Mareike“ vom Mädelring Thüringen und Kurt Hoppe, der Thüringer Landesvorsitzender der Deutschen Partei (DP) hinzu kamen. Es handelte sich um den ersten öffentlichen Auftritt des Mädelrings. Die beiden Liedermacher Conny und Max sowie die Neonazi-Band Blood Revenge aus Nordrhein-Westfalen sorgten für die musikalische Untermalung. Die Teilnehmerzahl betrug nach Angaben von NPD und Verfassungsschutz 250 bis 300 Personen. Während das bürgerliche Engagement gegen die rechtsextremistische Veranstaltung zaghaft blieb, hatten vereinzelt Angehörige der autonome Antifa-Szene versucht, den „Thüringentag“ zu stören.

### 2005 in Weimar
Im Vergleich zu den Vorjahren hielten sich Werbung und Aufwand für den 4. Thüringentag der Nationalen Jugend am 28. Mai 2005 in Weimar deutlich in Grenzen. Das Motto lautete „Heimat und Kultur erhalten! Gegen Kapitalismus & Globalisierung vorgehen! Die revolutionäre deutsche Jugendbewegung stärken!“. Wie schon 2002 in Jena blieb den Neonazis der zentrale Theaterplatz mit dem Deutschen Nationaltheater und dem Goethe-Schiller-Denkmal verwehrt, den sie ursprünglich demonstrativ besetzen wollten. Als Redner waren die schon fast obligatorischen NPDler Schwerdt, Wieschke und Burkert angekündigt. Statt der erwarteten etwa 500 Besucher fanden nur etwa 150 Neonazis, zum Teil mit Familie, den Weg nach Weimar. Parallel sprachen sich im Stadtzentrum etwa 2000 Bürger und Gäste von Weimar bei einer Demonstration und einem Fest gegen Neonazis und für Toleranz und kulturelle Vielfalt aus. Das rechtsextreme Festival wurde gegen 16 Uhr durch eine Verfügung der Stadt Weimar aufgelöst, weil nach Auffassung der Stadt der Charakter einer Versammlung nicht mehr gegeben war. Dadurch konnten sowohl die NSBM-Band Asatru aus Bautzen als auch SKD nicht spielen.
Etwa 2000 Personen demonstrierten weitgehend friedlich gegen die rechtsextreme Veranstaltung. Spektakulärste Aktion war die Verhüllung des Weimarer Nationaltheaters mit der Aufschrift „Weimar sagt NEIN!“

### 2006 in Altenburg
Der 5. Thüringentag fand am 20. Mai 2006 im ostthüringischen Altenburg statt. Er wurde vom Altenburger Neonazi Thomas Gerlach und der Kameradschaft „Nationale Sozialisten – Altenburger Land“ organisiert. Die Veranstaltung war von der Stadt per Auflage von dem zunächst dafür vorgesehenen Marktplatz auf den Nordplatz im Neubaugebiet Altenburg-Nord verlegt worden. Hier trafen sich nach Polizeiangaben etwa 250 Personen der rechtsextremen Szene. Als Redner traten mehrere Vertreter der NPD wie Frank Schwerdt, Ralf Wohlleben und der Vorsitzende des NPD-Kreisverbandes Wartburgkreis Hendrik Heller sowie die Freien Nationalisten Isabell Pohl, Thomas Gerlach und ein weiterer Redner aus dem Altenburger Land auf. Neben der lokalen Hatecore-Band Eternal Bleeding spielten die Black-Metal-Band Eugenik aus Gera und Civil Disorder aus Magdeburg. Eine Laienspielgruppe führte einen Auszug aus dem Altenburger Prinzenraub auf. Protest gegen die Neonazi-Veranstaltung artikulierte sich bei einer Demonstration der Antifa mit etwa 200 Teilnehmern und bei einem Bürgerfest mit ungefähr der gleichen Zahl Besucher. Gegen drei Neonazis wurden Verfahren wegen Tragens von NS-Symbolen aufgenommen.

### 2007 in Eisenach
Der 6. Thüringentag fand am 19. Mai 2007 im westthüringischen Eisenach statt. Er stand unter dem Motto „Hier bleiben und anpacken – Thüringens nationale Jugend bleibt im Land!“. Ihre als Volksfest präsentierte Politveranstaltung begannen die Neonazis im Jahr 2007 auf dem Eisenacher Heinrich-Erhardt-Platz, wo auch der Thüringentag stattfinden sollte. Hier trafen sich nach Polizeiangaben etwa 370 Personen der rechtsextremen Szene. Im Vorfeld baten die Veranstalter wie gewohnt um unauffällige Kleidung der Teilnehmer. Bekannte Szene-Kleidung (Consdaple), Springerstiefel, Zahlenkombinationen wie „88“ oder „18“ waren unerwünscht, ebenso sollten zwielichtige Tattoos der Besucher nicht sichtbar sein, also im Vorfeld abgedeckt werden. Als Redner traten mehrere Vertreter der westthüringischen NPD und der Eisenacher Kameradschaft auf, allen voran thüringenweit bekannte Rechtsextremisten wie Frank Schwerdt, Thorsten Heise und Patrick Wieschke sowie die im Wartburgkreis und Eisenach aktiven Neonazis Hendrik Heller und Danny Pfotenhauer. Es spielten neben dem aus Reden bestehenden Programm die rechtsextremen Bands Carpe Diem, Vae Victis Deutschland und Nordglanz. Des Weiteren gab es eine Aufführung von Wagners Tannhäuser mit dem Sängerkrieg auf der Wartburg. Aufgeführt wurde dieses Stück von der „Thüringer Theatergruppe“, die seit dem Thüringentag 2006 in Erscheinung tritt. Groß gefeiert wurde der Beitritt des 452. Mitglieds der Thüringer NPD. Die NPD versuchte vor allem durch volksfestartige Angebote in Augenschein zu treten. So gab eine Spielstraße, eine Hüpfburg sowie für Kinder eine kostenlose Bratwurst.
Der Protest gegen die Veranstaltung war breit gefächert. Die Gegenkundgebung wurde vom parteiübergreifenden Eisenacher „Bündnis gegen Rechtsextremismus“ angemeldet, in dem auch der Eisenacher Oberbürgermeister Matthias Doht Mitglied ist. Daneben riefen die IG Metall-Jugend, die DGB-Jugend, die Linkspartei.PDS, Antifa, die Eisenacher MLPD und kirchliche Vertreter zur Gegendemonstration auf. Der Demozug ging durch große Teile der Stadt. Das Fest der NPD wurde jedoch konsequent von der Polizei abgeschirmt. Der Heinrich-Erhardt-Platz lag auf der anderen Seite der durch Eisenach führenden Bahnlinie, dadurch war das Zusammentreffen von Neonazis und Gegendemonstranten strategisch leicht zu verhindern. Bei der Zahl der Gegendemonstranten wird von der NPD die Anzahl von 350 Personen propagiert, neutrale Zahlen allerdings sprechen bei diesem breiten Bündnis von mindestens doppelt so viel Teilnehmern, die Besucher der zahlreichen kulturellen Veranstaltungen gegen das Neonazi-Fest, die in Eisenach stattfanden, nicht eingerechnet (18. Mai 2007, „Bumsfallera“, Beat Against Fascism im Eisenacher Schlachthof; 19. Mai 2007 „Wandelhallenfest“, eine Art abendliches Anti-Fest in der Eisenacher Wandelhalle).

### 2008 in Sondershausen
Der 7. Thüringentag fand am 17. Mai 2008 in Sondershausen vor etwa 180 Teilnehmern statt. Das Motto war „Jugend braucht Zukunft! Jugend braucht Heimat!“. Veranstalter war der NPD-Kreisverband Kyffhäuserkreis. Als Redner agierten unter anderem Patrick Wieschke, Frank Schwerdt, Christian Kaiser, Thomas Gerlach, Ralf Wohlleben und Patrick Weber. Die musikalische Begleitung übernahmen die Liedermacher Torstein und Max sowie die Rechtsrockgruppen Fight Tonight (mit dem ehemaligen Sänger von Kampfzone), Revolution (Eternal Pride), Glorial Honours und Exxtresiv.

### 2009 in Arnstadt
Der 8. Thüringentag fand am 13. Juni 2009 in Arnstadt statt. Veranstalter waren „Freie Kräfte“ um Ralf Wohlleben und Patrick Wiedorn, da die NPD kurz vor der Landtagswahl in Thüringen 2009 schlechte Presse vermeiden wollte. Insbesondere aus den Reihen der Autonomen Nationalisten waren Redner vertreten. Redebeiträge gab es unter anderem von Tony Gentsch, Matthias Fischer (ex-„Fränkische Aktionsfront“), Dennis Bührig („Kameradschaft Celle 73“) und Isabell Pohl („Feenwald-Projekt“, ex-„Aktive Frauen Fraktion“). Für das musikalische Begleitprogramm sorgten die beiden Liedermacher Maximilian und Tobia sowie die Rechtsrock-Bands Fight Tonight, Libertin und Frontalkraft. Mehrere Hundert Besucher nahmen an der Veranstaltung teil, ohne durch Gegendemonstrationen gestört zu werden. Hans-Christian Köllmer, der Bürgermeister von Arnstadt, soll im Vorfeld Plakate mit der Aufschrift „Bunte Vielfalt statt brauner Einfalt“ entfernen lassen haben. Zudem soll der Bürgermeister gebilligt haben, dass die Veranstaltung im Schlosspark, einem zentralen Platz der Stadt, stattfand. Auch die Genehmigung soll problemlos erfolgt sein. Zusammen mit der Freien Wählergemeinschaft Pro Arnstadt stellte er sich außerdem gegen die Proteste.

### 2010 in Pößneck
Der 9. Thüringentag der nationalen Jugend fand am 12. Juni 2010 zwischen 14:00 Uhr bis 18:00 Uhr im Pößnecker Lutschgenpark statt. Zuerst sollte der Thüringentag in Ilmenau stattfinden, dort wurde er jedoch ohne Angabe von Gründen wieder abgemeldet. Das diesjährige Motto war „Die Demokraten bringen uns den Volkstod – Stoppen wir sie!“ Als Redner waren Tobias Kammler aus dem Wartburgkreis, Max aus Jena, Maik Müller aus Dresden, Mareike Bielefeld aus Saalfeld, Thomas Wulff sowie ein Sprecher des Bund Frankenland vertreten. Die Bands Aufbruch, 12 Golden Years und Thrima sollten zwischen den Reden spielen.
Als Gegenaktion organisierten die Antifa Pößneck und die Evangelische Jugend ein Pfeifkonzert. Bei der Demonstration gegen das Festival versammelten sich 150 Menschen und demonstrierten friedlich.

### 2011 in Sondershausen
Die zehnte Veranstaltung hatte die NPD ursprünglich für den 4. Juni 2011 in Nordhausen angemeldet; sie wurde aber durch das Landratsamt Nordhausen versammlungsrechtlich verboten. Vorbeugend gestellte Anträge der NPD gegen ein Verbot waren beim Verwaltungs- und Oberverwaltungsgericht Weimar abgewiesen worden. Daraufhin wurde die kostenpflichtige Veranstaltung von der NPD in ein Gewerbegebiet in Sondershausen verlegt. Es handelte sich mit etwa 800 Besuchern um die bislang größte Veranstaltung der Reihe. Unter anderem traten der NPD-Vorsitzende Udo Voigt und der sächsische NPD-Landtagsabgeordnete Andreas Storr als Redner und die Musikgruppen Sleipnir, Words of Anger, Kinderzimmer Terroristen, Nordglanz sowie der Sänger Frank Rennicke auf.

### 2012 in Meiningen
Der elfte Thüringentag fand am 11. Juni 2012 in Meiningen statt. Lediglich 200 bis 250 Besucher waren angereist. Als Redner agierten Patrick Wieschke, Holger Apfel, Hendrik Heller und Tobias Kammler. Das musikalische Programm wurde von Faust, Strongside, Preussenstolz und Kinderzimmerterroristen (KZT) gestellt. Bereits um 19 Uhr war die Veranstaltung beendet, während eine Gegenveranstaltung des „Bündnis für Demokratie und Toleranz“ 400 Personen anzog und eine Gegendemonstration 150 Personen umfasste. In der nationalen Szene wird die Veranstaltung als Flop betrachtet.

### 2013 in Kahla
Am 15. Juni 2013 fand der zwölfte Thüringentag in Kahla, südlich von Jena, statt. Ungefähr eine Woche zuvor war die gleiche Veranstaltung als Ablenkungsmanöver in Sonneberg angemeldet worden. Zu den Organisatoren gehörten die Freien Nationalisten Saalfeld und Kahla, Steffen Richter sowie Ringo Köhler. Die Besucherzahl belief sich auf ungefähr 160, Themen waren Medienmanipulation und Solidaritätsbekundungen mit Ralf Wohlleben, der Angeklagter im NSU-Prozess ist. Mehrere Transparente sowie T-Shirts riefen zur Solidarität mit dem in Haft befindlichen Neonazi auf. Als Redner traten unter anderem Dieter Riefling und Martin Wiese auf. Auch diese nahmen Bezug auf Wohlleben. Wiese war zuvor verhaftet worden, weil er ein T-Shirt mit der Aufschrift „Heute schon an Hitler gedacht?“ trug. Als musikalische Gäste waren Frank Rennicke, die Thüringer Neonazi-Band Hermunduren und die Dresdner Band Priorität 18 angereist. Ein Auftritt der Band Kraftschlag war im Gespräch gewesen, fand aber nicht statt. Wie bereits die vorigen Veranstaltungen handelte es sich auch in diesem Jahr um einen Flop.
Dagegen demonstrierten ungefähr 600 Personen gegen die Veranstaltung, wobei die Beteiligung der Kahlaer Bevölkerung als relativ gering bezeichnet wurde. Am Rande der Proteste vergab Sozialministerin Heike Taubert den Thüringer Demokratiepreis.

### 2014 in Sömmerda – abgesagt
Die dreizehnte Ausgabe des Thüringentags der nationalen Jugend war zunächst für den Juni 2014 angekündigt. Organisation und Planung hatte Neonazi-Kader Patrick Weber aus Sondershausen übernommen. Die Veranstaltung wurde jedoch auf den 1. November 2014 verlegt und schließlich ganz abgesagt. Es sollte die bisher größte Veranstaltung werden. Ein beheiztes Zelt mit Platz für 1000 Personen war angekündigt gewesen.
Das Bündnis für einen toleranten Landkreis Sömmerda veranstaltete als Gegenmaßnahme den „Tag der Toleranz“. Für ihr Engagement wurde das Bündnis mit dem – mit 1000 Euro dotierten – Thüringer Demokratiepreis ausgezeichnet.

### 2015 im Kloster Veßra
Nach dem Desaster 2014 sollte der Thüringentag 2015 wiederbelebt werden. Zunächst für den 6. Juni angekündigt, fand er schließlich am 26. September 2015 statt. Mit lediglich 70 Teilnehmern war die Veranstaltung ein Flop. Als Band war die Gruppe Unbeliebte Jungs aufgetreten.

### 2016 in Sömmerda
Der vierzehnte Thüringentag der nationalen Jugend fand am 11. Juni 2016 unter dem Motto „Für eine lebenswerte Zukunft – Nein zur Überfremdung unserer Heimat!“ statt. Etwa 120 Personen waren angereist. An Bands traten Nordglanz, Sachsenblut und Mortuary auf.

### 2017 in Gotha – abgesagt
Die 15. Auflage des Konzertes sollte am 10. Juni 2017 in Gotha stattfinden, wurde allerdings Ende Mai abgesagt. Angekündigt waren neben einem Kinderprogramm die Band Treueorden sowie die Redner Patrick Weber und Michael Zeise. Es sollten Stände mehrerer rechtsextremer Organisationen, eines Versandhauses und eines Modelabels präsent sein.

## Vorbildwirkungen für ähnliche Veranstaltungen
Zeit.de bezeichnete Thüringentag in ihrer Berichterstattung 2009 als den „größte[n] jährlichen Aufmarsch der landesweiten gewaltbereiten Neonaziszene“.
Der Thüringentag ging einer Reihe von ähnlichen Musik-Veranstaltungen der NPD und der freien Kameradschaften voraus (überwiegend in Thüringen), wie dem Fest der Völker am 11. Juni 2005 in Jena und den seit 2003 in Gera stattfindenden NPD-Open-Airs Rock gegen Krieg bzw. Rock für Deutschland. Mittlerweile wird auch in anderen Regionen versucht, ähnliche Veranstaltungen zu organisieren. Wie auch das Projekt Schulhof-CD zeigen derartige Veranstaltungen die deutlichen Bemühungen, über Musik und „rechten Lifestyle“ insbesondere Jugendliche anzusprechen, die über traditionelle Formen (nicht nur rechtsextremer) Politikvermittlung wie Kundgebungen und Demonstrationen kaum mehr zu erreichen sind.